# Olympische Winterspiele 2026 Eiskunstlauf/Qualifikation
Dieser Artikel beschreibt die Qualifikation für die Olympischen Winterspiele 2026 im Eiskunstlauf.

## Übersicht
| Nation             | Männer | Frauen | Paarlauf | Eistanz | Zusatz | Team | Athleten |
| ------------------ | ------ | ------ | -------- | ------- | ------ | ---- | -------- |
| Aserbaidschan      | 1      |        |          |         |        |      | 1        |
| Australien         |        |        | 1        |         |        |      | 2        |
| Belgien            |        | 1      |          |         |        |      | 1        |
| Bulgarien          |        | 1      |          |         |        |      | 1        |
| China              | 1      |        |          |         |        |      | 1        |
| Estland            | 1      | 1      |          |         |        |      | 2        |
| Finnland           |        | 1      |          | 2       |        |      | 5        |
| Frankreich         | 2      | 1      |          | 2       |        |      | 7        |
| Georgien           | 1      |        | 1        | 1       |        |      | 5        |
| Deutschland        |        |        | 2        | 1       |        |      | 6        |
| Großbritannien     |        | 1      | 1        | 2       |        |      | 7        |
| Israel             |        | 1      |          |         |        |      | 1        |
| Italien            | 2      | 1      | 2        | 1       |        |      | 9        |
| Japan              | 3      | 3      | 1        |         |        |      | 8        |
| Kanada             | 1      | 1      | 2        | 3       |        |      | 12       |
| Kasachstan         | 1      | 1      |          |         |        |      | 2        |
| Lettland           | 2      |        |          |         |        |      | 2        |
| Litauen            |        | 1      |          |         |        |      | 1        |
| Niederlande        |        |        | 1        |         |        |      | 2        |
| Österreich         |        | 1      |          |         |        |      | 1        |
| Polen              | 1      | 1      | 1        |         |        |      | 4        |
| Rumänien           |        | 1      |          |         |        |      | 1        |
| Schweden           | 1      |        |          |         |        |      | 1        |
| Schweiz            | 1      | 2      |          |         |        |      | 3        |
| Slowakei           | 1      |        |          |         |        |      | 1        |
| Spanien            | 1      |        |          | 1       |        |      | 3        |
| Südkorea           | 1      | 2      |          | 1       |        |      | 5        |
| Tschechien         |        |        |          | 2       |        |      | 4        |
| Ungarn             |        |        | 1        |         |        |      | 2        |
| Usbekistan         |        |        | 1        |         |        |      | 2        |
| Vereinigte Staaten | 3      | 3      | 2        | 3       |        |      | 16       |
| Gesamt: 31 NOKs    | 30     | 30     | 19       | 23      | 4      | 0    | 148      |

## Qualifikationssystem
Insgesamt stehen im Eiskunstlauf 142 Quotenplätze zur Verfügung. Pro NOK dürfen maximal 9 Athleten pro Geschlecht teilnehmen. Diese verteilen sich wie folgt:
- Männer-Einzel: 29 Athleten
- Frauen-Einzel: 29 Athletinnen
- Eistanz: 23 Paare
- Paarlauf: 19 Paare

### Qualifikation
Quotenplätze werden nicht direkt an Athleten, sondern an die entsprechenden NOKs vergeben. Pro NOK dürfen maximal drei Nennungen pro Disziplin erfolgen. Teilnahmeberechtigt sind ausschließlich Athleten die bis zum 26. Januar 2026 eine Mindestpunktzahl für technische Elemente erreicht haben. Zusätzlich qualifizieren sich zehn Nationen für den Teamwettbewerb. 
Die meisten Quotenplätze werden basierend auf den Ergebnissen bei der Eiskunstlauf-Weltmeisterschaften 2025 vergeben. Die restlichen Plätze werden Ende September 2025 bei einem Qualifikationswettkampf in Peking vergeben.

### Männer-Einzel
| Qualifikationswettkampf           | Datum                    | Ort    | Athleten pro NOK | Qualifizierte Nationen | Plätze |
| --------------------------------- | ------------------------ | ------ | ---------------- | --- | ------ |
| Weltmeisterschaften 2025          | 26. – 30. März 2025      | Boston | 3                | Japan Vereinigte Staaten | 24     |
| Weltmeisterschaften 2025          | 26. – 30. März 2025      | Boston | 2                | Frankreich Italien Lettland                                                                                                   | 24     |
| Weltmeisterschaften 2025          | 26. – 30. März 2025      | Boston | 1                | Aserbaidschan Volksrepublik China Estland Georgien Großbritannien Kasachstan Polen Schweden Schweiz Slowakei Spanien Südkorea | 24     |
| ISU Qualifikationswettbewerb 2025 | 17. – 21. September 2025 | Peking | 1                | | 5      |
| Gesamt                            | Gesamt                   | Gesamt | Gesamt           | 18 | 29     |

### Frauen-Einzel
| Qualifikationswettkampf           | Datum                    | Ort    | Athleten pro NOK | Qualifizierte Nationen | Plätze |
| --------------------------------- | ------------------------ | ------ | ---------------- | --- | ------ |
| Weltmeisterschaften 2025          | 26. – 30. März 2025      | Boston | 3                | Japan Vereinigte Staaten | 24     |
| Weltmeisterschaften 2025          | 26. – 30. März 2025      | Boston | 2                | Schweiz Südkorea | 24     |
| Weltmeisterschaften 2025          | 26. – 30. März 2025      | Boston | 1                | Belgien Bulgarien Estland Finnland Frankreich Großbritannien Israel Italien Kanada Kasachstan Litauen Österreich Polen Rumänien | 24     |
| ISU Qualifikationswettbewerb 2025 | 17. – 21. September 2025 | Peking | 1                | | 5      |
| Gesamt                            | Gesamt                   | Gesamt | Gesamt           | 18 | 29     |

### Paarlauf
| Qualifikationswettkampf           | Datum                    | Ort    | Paare pro NOK | Qualifizierte Nationen                                                 | Plätze |
| --------------------------------- | ------------------------ | ------ | ------------- | ---------------------------------------------------------------------- | ------ |
| Weltmeisterschaften 2025          | 26. – 30. März 2025      | Boston | 3             | —                                                                      | 16     |
| Weltmeisterschaften 2025          | 26. – 30. März 2025      | Boston | 2             | Deutschland Italien Kanada Vereinigte Staaten                          | 16     |
| Weltmeisterschaften 2025          | 26. – 30. März 2025      | Boston | 1             | Australien Georgien Großbritannien Japan Niederlande Ungarn Usbekistan | 16     |
| ISU Qualifikationswettbewerb 2025 | 17. – 21. September 2025 | Peking | 1             |                                                                        | 3      |
| Gesamt                            | Gesamt                   | Gesamt | Gesamt        | 11                                                                     | 19     |

### Eistanz
| Qualifikationswettkampf           | Datum                    | Ort    | Paare pro NOK | Qualifizierte Nationen                        | Plätze |
| --------------------------------- | ------------------------ | ------ | ------------- | --------------------------------------------- | ------ |
| Weltmeisterschaften 2025          | 26. – 30. März 2025      | Boston | 3             | Vereinigte Staaten Kanada                     | 19     |
| Weltmeisterschaften 2025          | 26. – 30. März 2025      | Boston | 2             | Finnland Frankreich Großbritannien Tschechien | 19     |
| Weltmeisterschaften 2025          | 26. – 30. März 2025      | Boston | 1             | Deutschland Georgien Italien Spanien Südkorea | 19     |
| ISU Qualifikationswettbewerb 2025 | 17. – 21. September 2025 | Peking | 1             |                                               | 4      |
| Gesamt                            | Gesamt                   | Gesamt | Gesamt        | 11                                            | 23     |